# Jakovljev Jak-2
Jakovljev Jak-2 (rusko Яковлев Як-2; znan tudi po nazivih BB-22 in JA-22) je bil lahki dvomotorni bombnik / izvidnik Sovjetske zveze iz druge svetovne vojne.
Letalo je bilo izdelano v večji meri iz lesa, sodelovalo pa je v začetnih bojih na vzhodni fronti, vendar brez posebnih uspehov, saj je bilo skupaj izdelanih le 111 primerkov tega lahkega bombnika.
Letalo je imelo za obrambo v nosu nameščen en mitraljez, kopilot pa je imel na voljo še dvižno kupolo s še enim mitraljezom. Bojni tovor je lahko Jak-2 nosil tako v prostoru za bombe v trupu, kot tudi na podkrilnih nosilcih.
Obstajala je tudi strmoglavska različica tega letala, ki je imela oznako BB-22PB.

## Uporabniki
- Sovjetska zveza